# Klaas Boot jr.

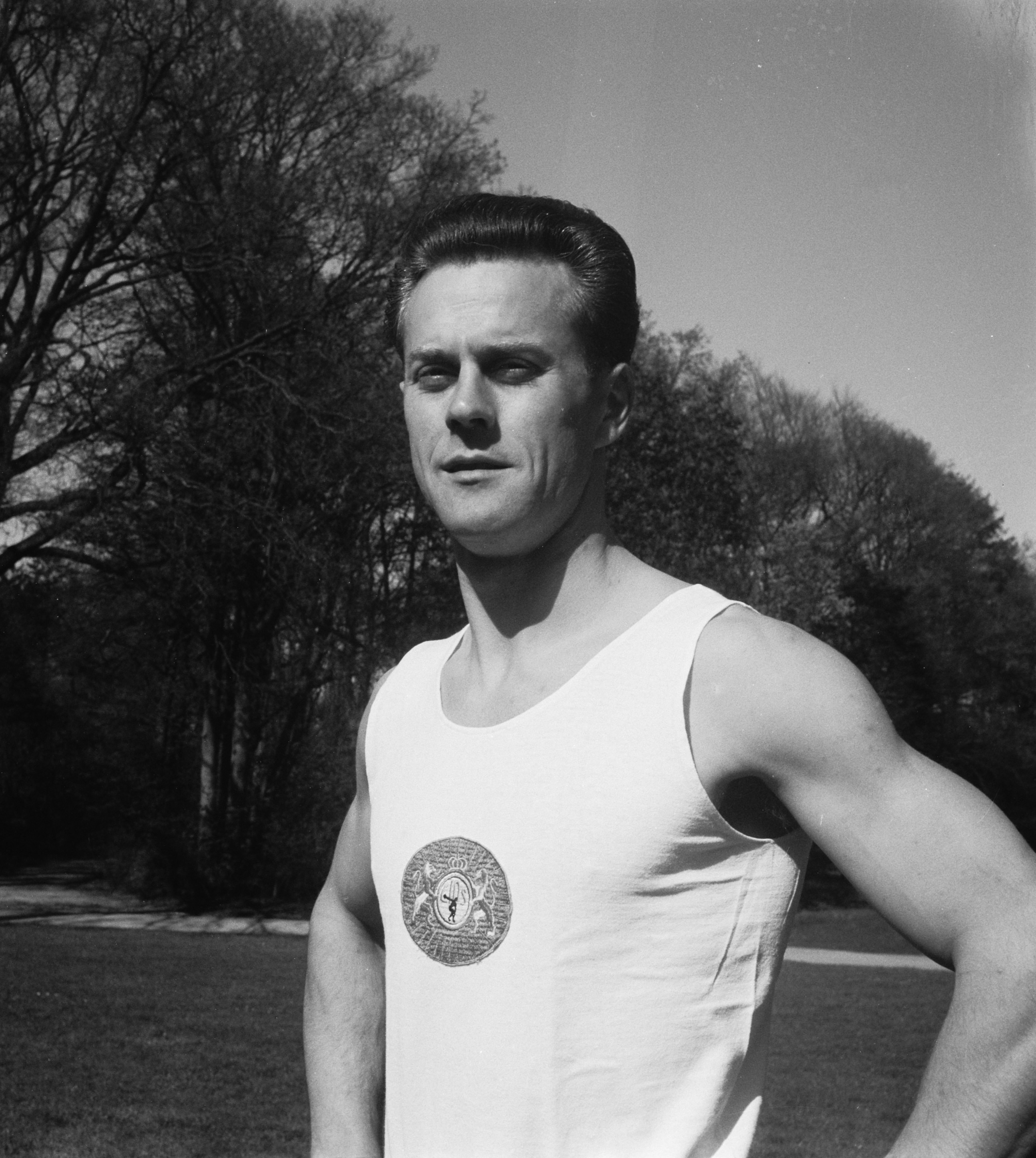
Klaas Boot in 1952

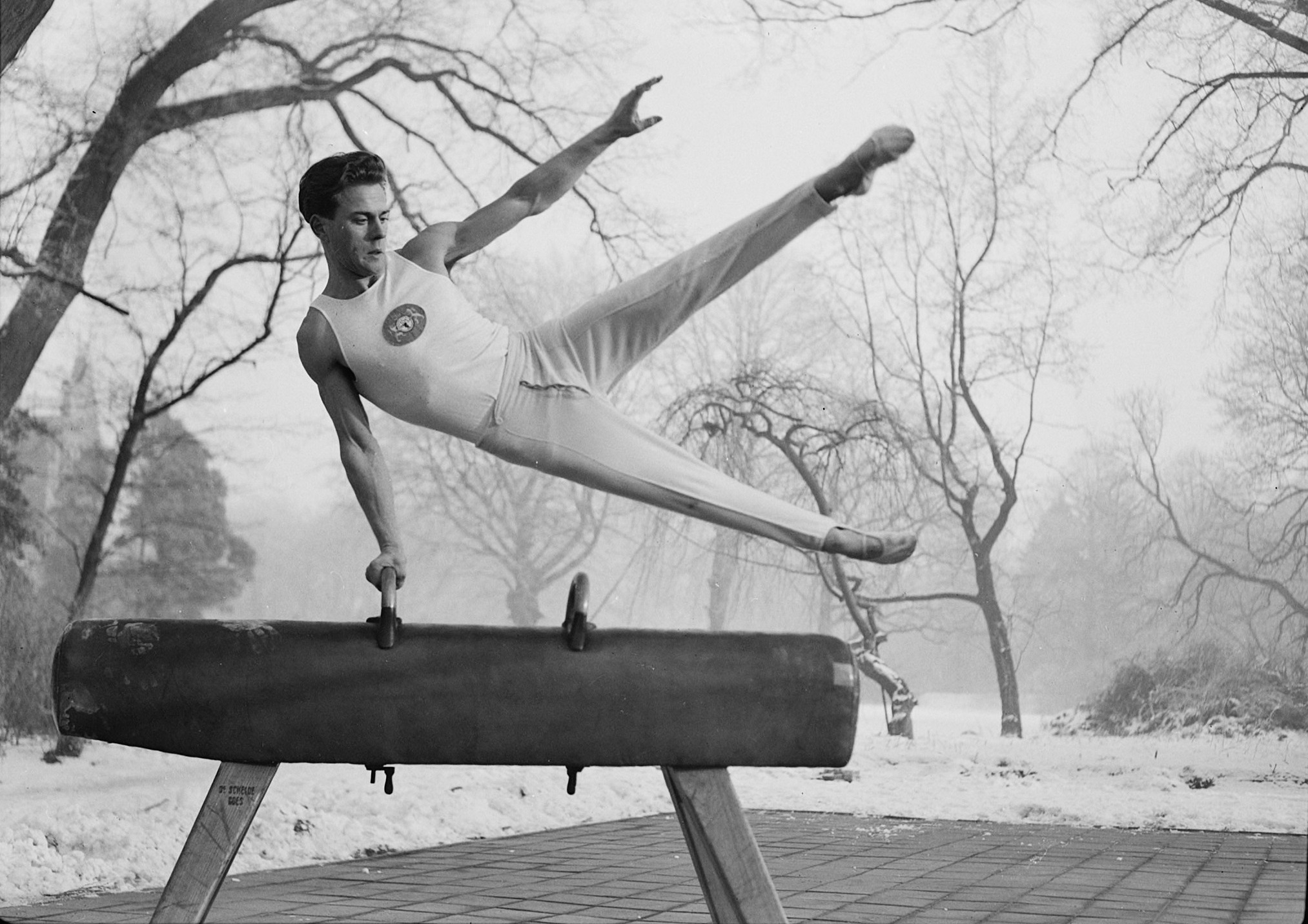
Klaas Boot in 1950

Klaas Boot (Alkmaar, 5 augustus 1927 – Warmenhuizen, 7 mei 2003) was een Nederlands turner en sportverslaggever.
Boot stamde uit een sportieve familie. Zijn vader Klaas senior deed in 1928 mee aan de Olympische Spelen in Amsterdam. Alle drie diens zoons waren goede gymnasten, maar Klaas junior was de beste. Hij blonk vooral uit op het onderdeel paardvoltige.
Op 10 mei 1949 won hij in Amsterdam zijn eerste van tien achtereenvolgende Nederlandse kampioenschappen. Het hadden er elf kunnen zijn geweest, wanneer het NK van 1953 niet was afgelast vanwege de Watersnood. In 1956 werd hij verkozen tot Sportman van het Jaar.
Na zijn actieve loopbaan werd Boot trainer en internationaal scheidsrechter. Ook was hij 27 jaar lang turncommentator van Studio Sport. Hij overleed in 2003 op 75-jarige leeftijd.